# Vučiniće
Vučiniće (Servisch cyrillisch Вучиниће) is een plaats in de Servische gemeente Novi Pazar. De plaats telt 245 inwoners (2002).